# Зазоряване (роман)
„Зазоряване“ (на английски: Breaking Dawn) е четвъртият роман от поредицата „Здрач“ на Стефани Майър. Това е последната книга от сагата, разказвана от перспективата на Бела Суон. Книгата е разделена на три части, като втората е през погледа на Джейкъб Блек. Романът е пуснат в продажба на 2 август 2008 г. със специално среднощно парти в голям брой книжарници. От първоначалните 3,7 милиона копия, 1,3 от тях са продадени в рамките на 24 часа.
 Внимание:  Текстът по-долу разкрива сюжета на произведението (или части от него)!
В първата част на книгата се разглежда сватбата на Бела и Едуард. След това меденият им месец, прекаран близо до Бразилия на остров Есме, притежаван от майката на Едуард – Есме. Едуард изпълнява желанието на Бела и прави любов с нея. Скоро след това тя установява, че е бременна, което бива потвърдено от Карлайл. Понеже е загрижен за здравето на Бела, Едуард иска тя да направи аборт, но в крайна сметка Бела решава да задържи детето и се обръща за помощ към Розали, знаейки, че тя винаги е искала деца.
Втората част представя периода от бременността на Бела до раждането ѝ от гледната точка на Джейкъб. Подозирайки каква опасност би могло да крие новороденото, глутницата върколаци планува да го убие, дори това да струва живота на Бела. Джейкъб изобщо не е съгласен с решението и напуска глутницата, и създава своя заедно със Сет и Лия Клиъруотър. Бела е измъчвана от постоянни болки, губи много кръв, а тялото и е цялото в синини. Кълън разбират, че съществото в нея се нуждае от кръв и тя започва да я изяжда от вътре. Има множество счупени кости. Не след дълго Бела ражда, но бебето изпочупва много от костите ѝ /даже и гръбнака и/ и предизвиква огромни кръвозагуби, така че за да спаси живота ѝ, Едуард я превръща във вампир. Джейкъб, който присъства на раждането, незабавно открива, че е здраво свързан с новороденото момиченце, Ренесме.
Третата част се връща към гледната точка на Бела, превърната във вампир и наслаждаваща се на живота и способностите си. Вампирката Ирина остава с впечатлението, че новороденото е дете, превърнато във вампир-нещо забранено от Волтури, и им съобщава за нарушението, което кара Волтури да вземат решението да унищожат Ренесме и семейството на Едуард. В опит за спасение Кълън събират свидетели, които потвърждават, че законът не е нарушен по никакъв начин. Волтури екзекутират Ирина заради грешката ѝ, но не са сигурни дали новоредното, каквото е, не е заплаха за тайното съществуване на вида им. Междувременно Алис и Джаспър намират Науел, 150-годишен човек-вампир, кръстоска точно като Ренесме. Той демонстрира, че не е опасен, и Волтури си заминават. Едуард, Бела и Ренесме се връщат у дома с мир.